# Нерха
Нерха (ісп. Nerja) — муніципалітет в Іспанії, у складі автономної спільноти Андалусія, у провінції Малага. Населення — 21 957 осіб (2010).
Муніципалітет розташований на відстані близько 410 км на південь від Мадрида, 48 км на схід від Малаги.
На території муніципалітету розташовані такі населені пункти: (дані про населення за 2010 рік)
- Маро: 748 осіб
- Нерха: 21209 осіб

## Демографія
Динаміка населення (INE ):

## Галерея зображень

Розташування муніципалітету у провінції Малага
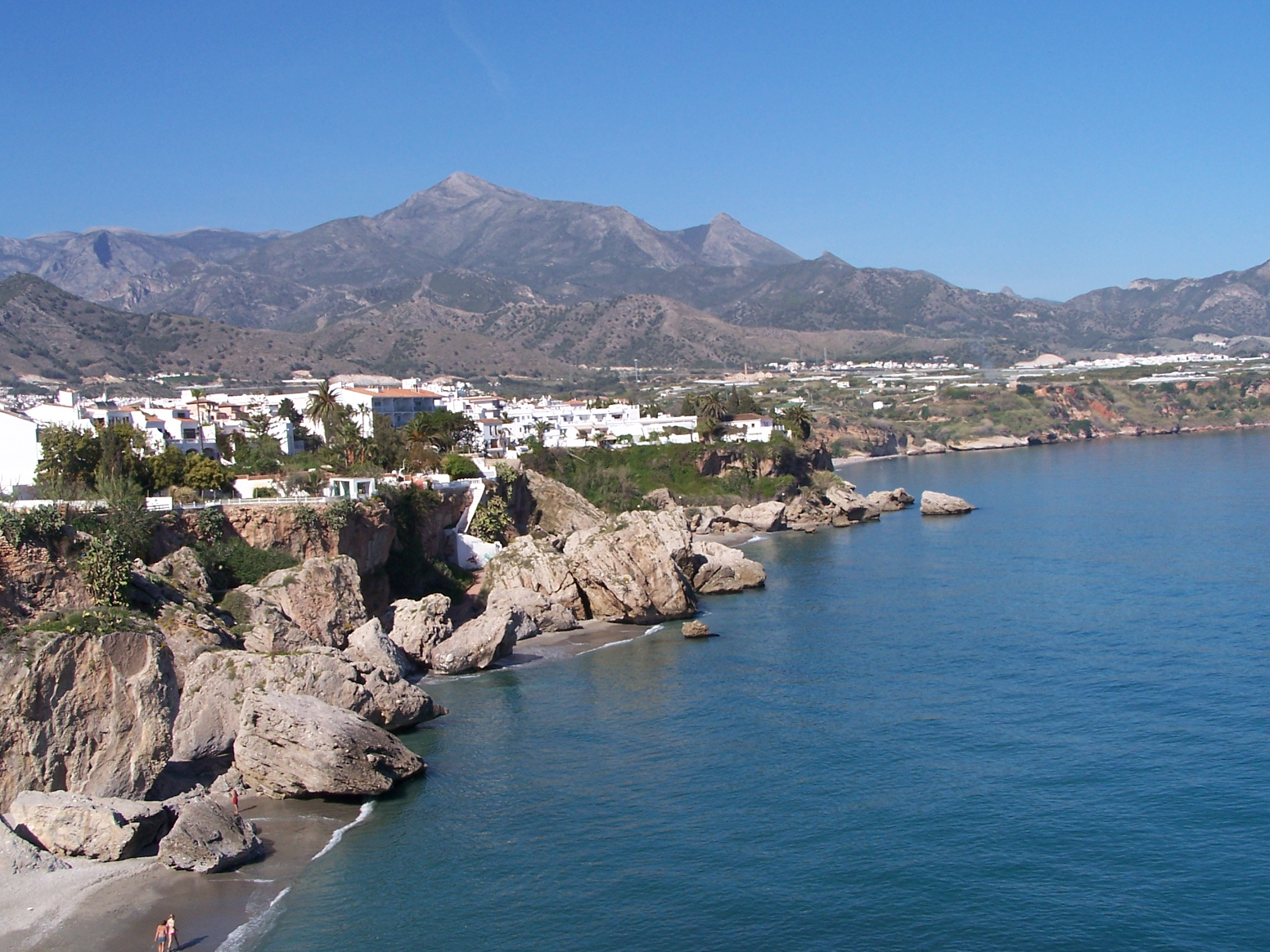
Нерха
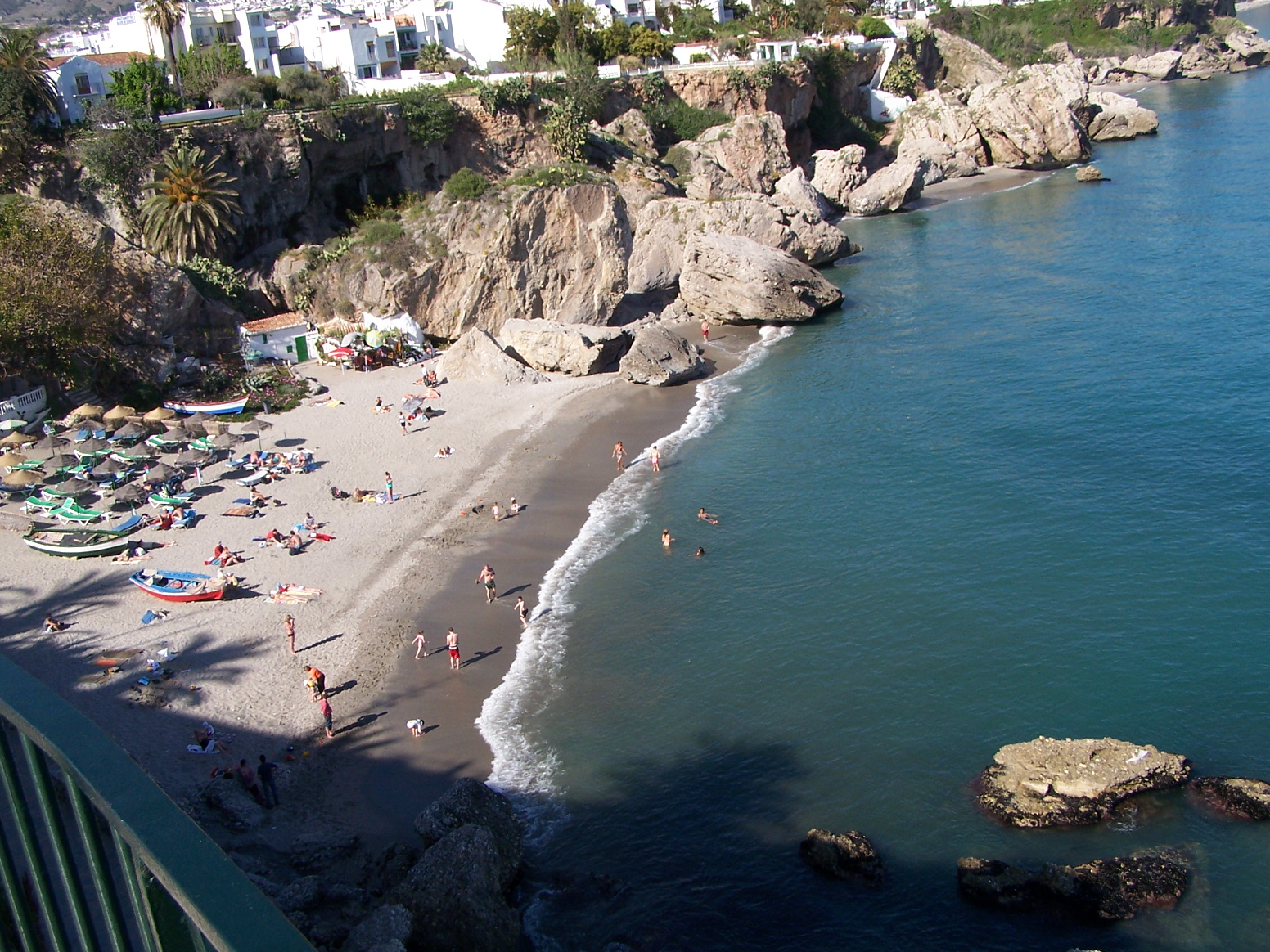
Пляж Калаонда
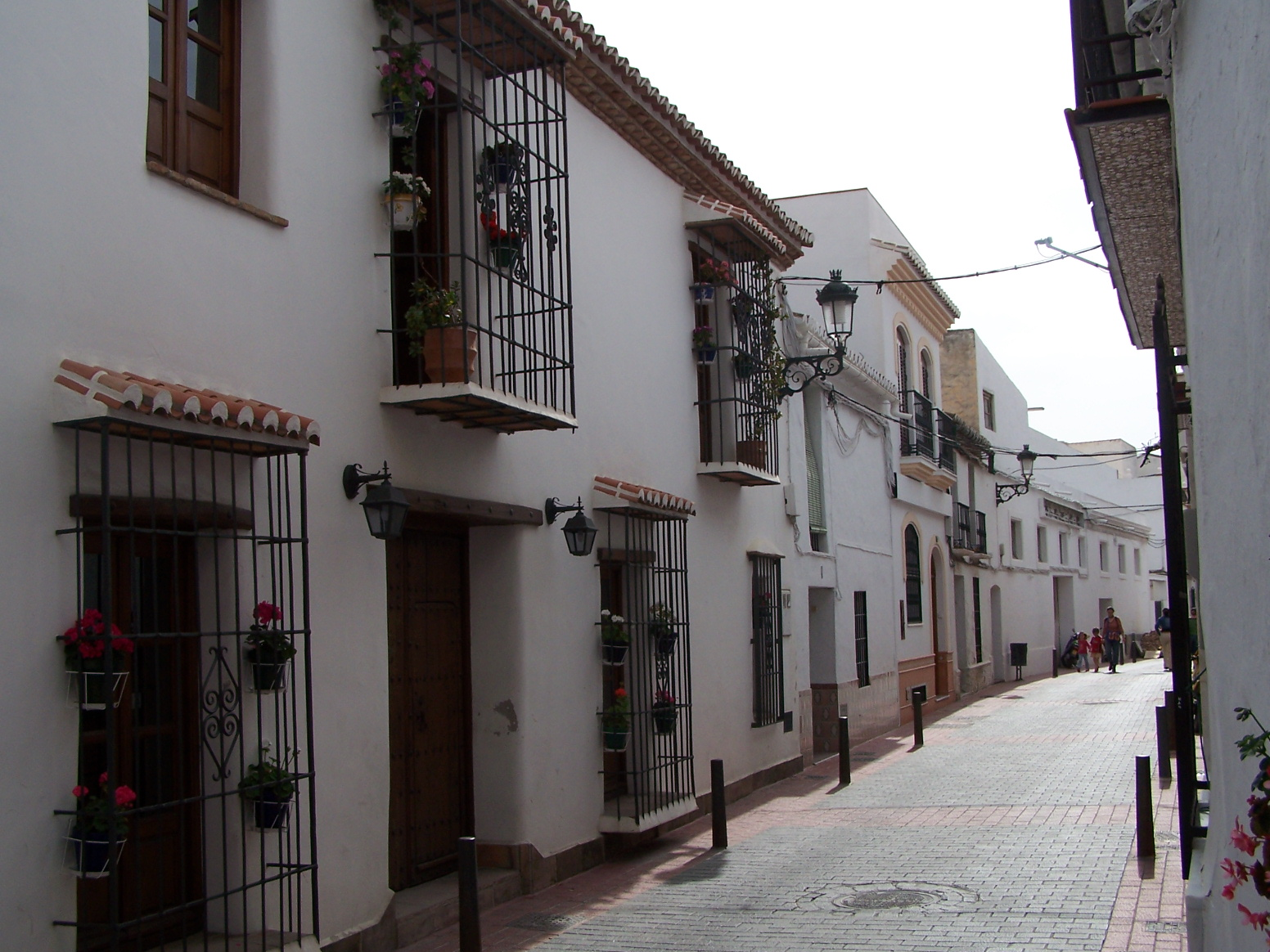
Типова вулиця
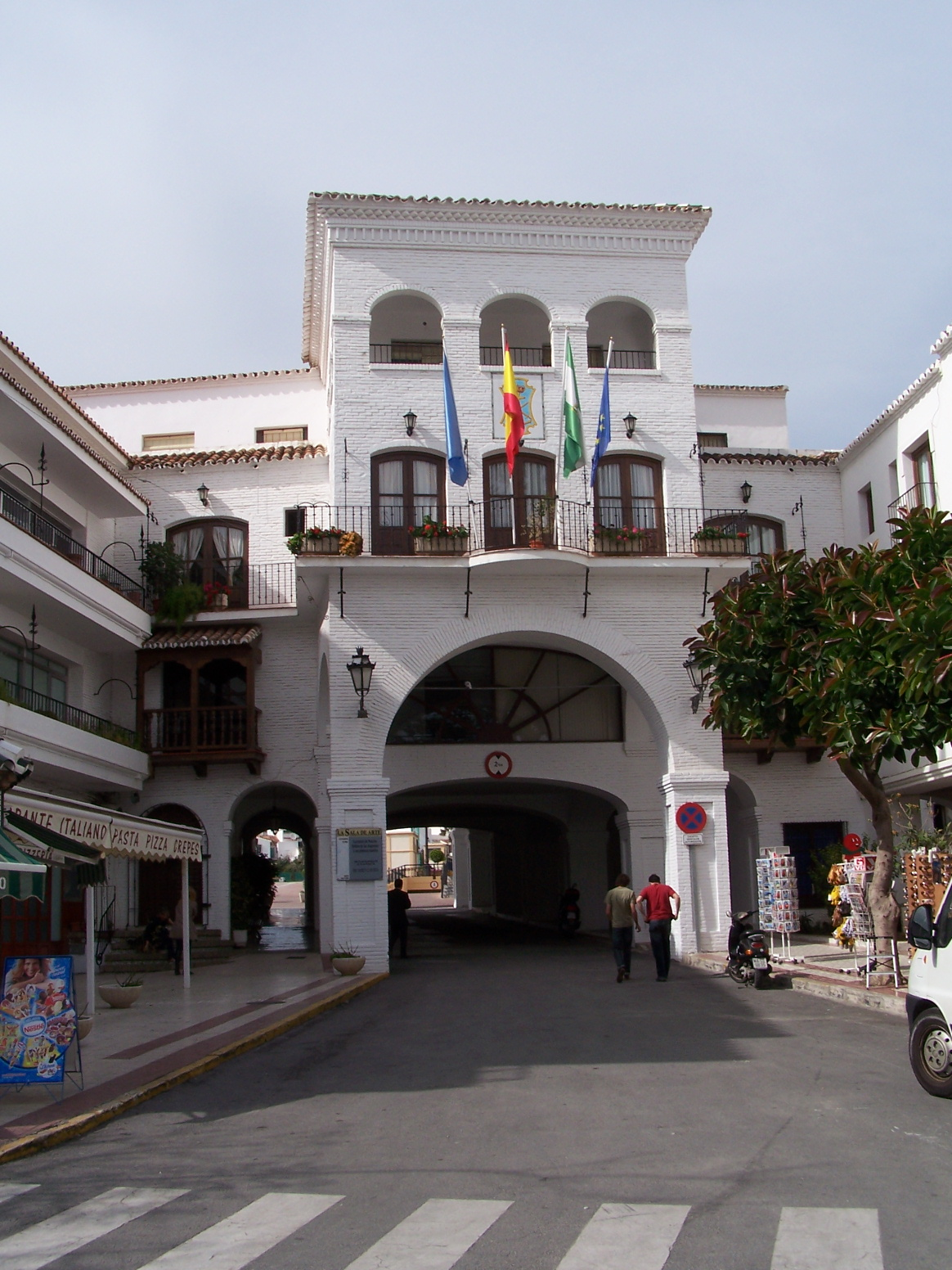
Муніципальна рада
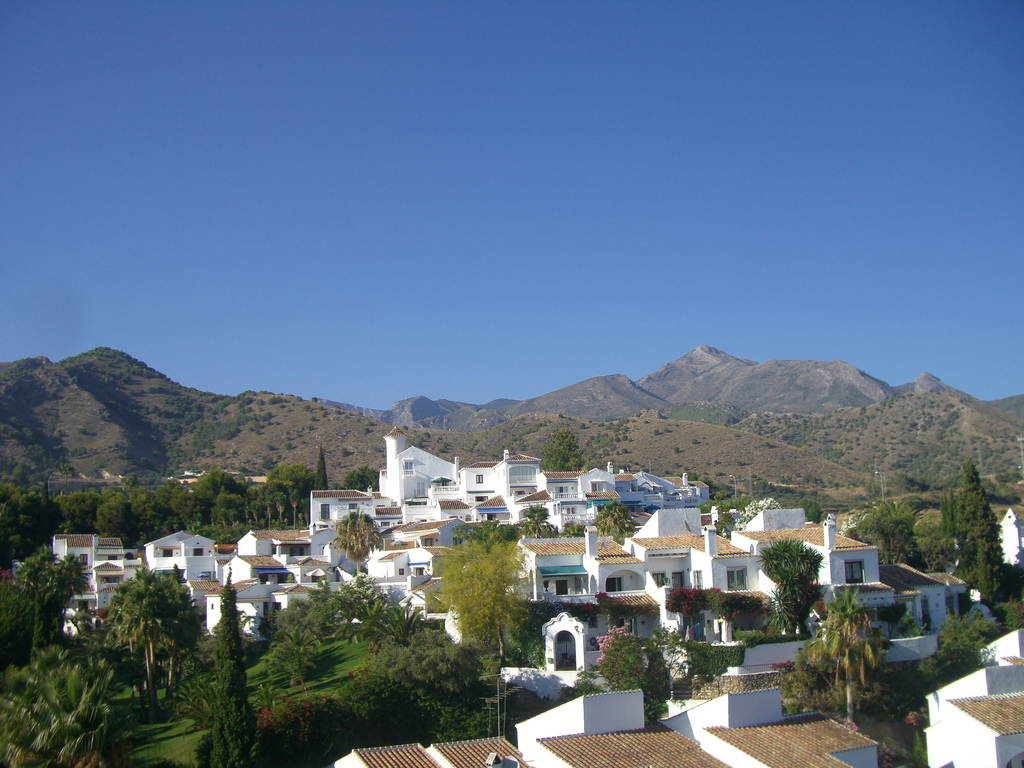
Нерха
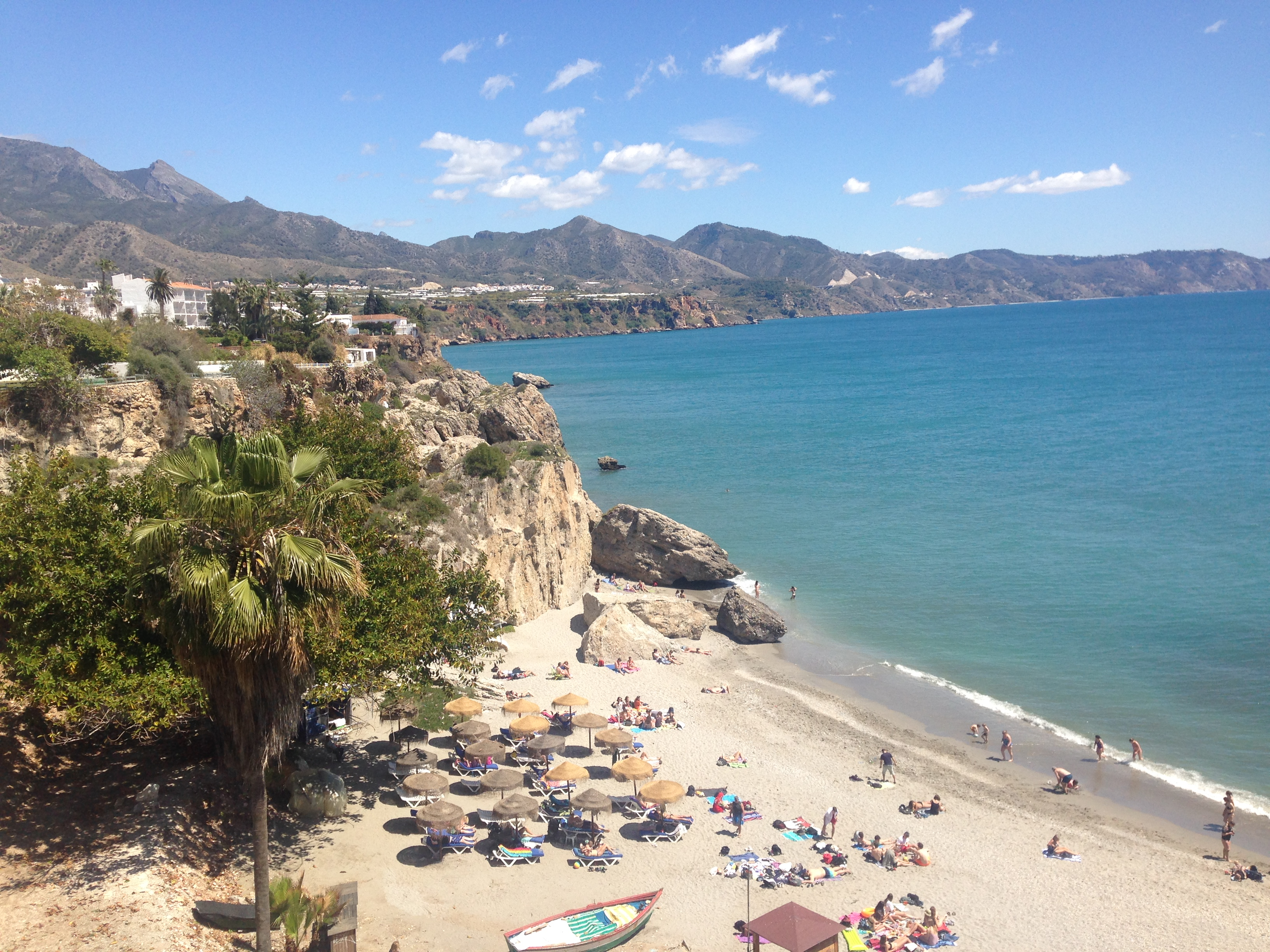
Пляж під балконом у Європу